# ラブストーリー (映画)
『ラブストーリー』（原題：클래식〈クラシック〉）は、2003年公開の韓国映画。監督・脚本は2001年に公開されて大ヒットした映画『猟奇的な彼女』のクァク・ジェヨンで、主演のソン・イェジンが百想芸術大賞の映画部門女性新人演技賞と大鐘賞の新人女優賞を受賞した。母と娘、過去と現代、時を越えて続くラブストーリー。

## ストーリー
母の手紙を整理していた女子大生のジヘ（ソン・イェジン）は、数々の手紙と古い日記を見つける。その日記には、母であるジュヒ（ソン・イェジン）の若かりし日の、今の父ではない人との初恋の思い出が記されていた。一方、ジヘは同じ大学の演劇クラスを取り仕切るサンミン（チョ・インソン）に想いを寄せるが、友人スギョン（イ・サンイン）にサンミンへのメールの代筆を頼まれ、自らの想いを隠してスギョンとしてのメールを送る。ジヘはスギョンのためにサンミンと距離を置こうとするが、偶然に何度も顔を合わせる事となる。
ジュヒの日記には、早くに亡くした父であるテス（イ・ギウ）と無二の友人であるジュナ（チョ・スンウ）との3人のクラシックな愛が記されていた。1968年の夏、ジュナは田舎の叔父の家に遊びに来たジュヒと出会い、一目惚れする。しかし、親の勧めでジュヒとの親交を深めようとするテスから手紙の代筆を頼まれたジュナは、その手紙に自らの想いをしたためる。幽霊屋敷事件や親からの妨害、果てはベトナム戦争への派兵など、数々の困難が何度もお互いを遠ざけようとするが、より一層強く想いを募らせる2人。
35年の時を超えた奇妙な符号と、ふとしたきっかけでサンミンの気持ちに気がついたジヘは、サンミンへの気持に正直になることを決意する。

## キャスト
- ソン・イェジン：ジヘ／ジュヒ ※二役
- チョ・スンウ：オ・ジュナ
- チョ・インソン：サンミン
- イ・ギウ：ユン・テス
- イ・サンイン：スギョン
- キム・ビョンオク：担任

## サウンドトラック
- 「愛すればするほど」（歌：ハン・ソンミン）
- 「君にとって僕は、僕にとって君は」（演奏：ジャタンプン）
- ヴィヴァルディ作曲「四季」
- 「告白」（パッヘルベル作曲「カノン」を元にした曲）
- パッヘルベル作曲「カノン」
- 「ドゥ・ワ・ディディ・ディディ（英語版）」（マンフレッド・マン）
- 「サウンド・オブ・サイレンス」（サイモン&ガーファンクル）